# 129 pr. n. št.

## Dogodki
- Hiparh izdela svoj zvezdni katalog.
- popolni Sončev mrk, Hiparh oceni razdaljo do Lune.

## Smrti
- Antioh VII. Sidet, zadnji vladar Selevkidskega cesarstva (* okoli 164/160 pr. n. št.)
- Karnead, grški učenjak, filozof (* 213 pr. n. št.)